# Meister des Aspelt-Denkmals

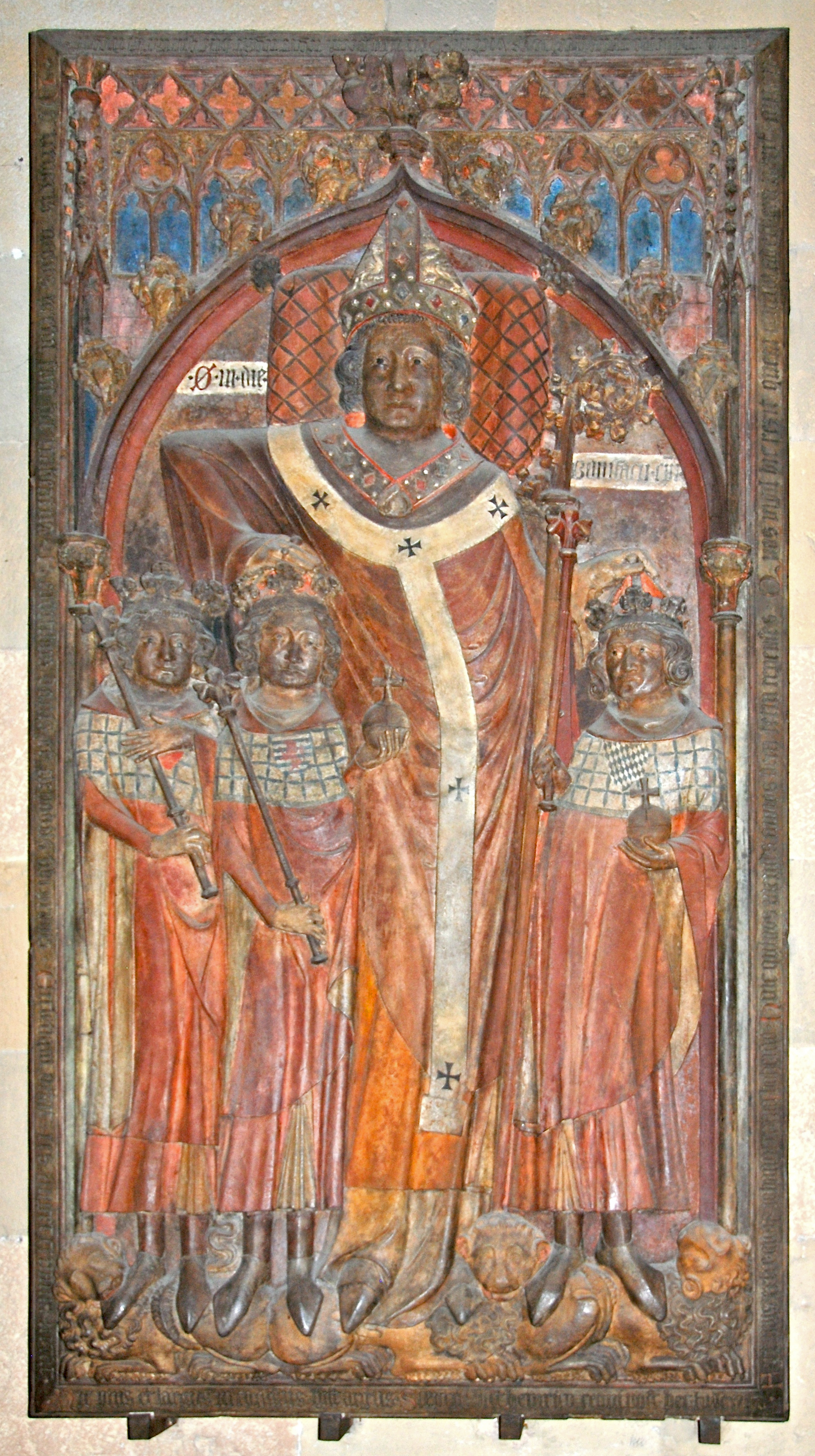
Meister des Aspelt-Denkmals: Grabdenkmal des Erzbischofs Peter von Aspelt im Mainzer Dom

Als Meister des Aspelt-Denkmals wird der mittelalterliche Steinmetz bezeichnet, der um 1320 das Grabdenkmal für den Mainzer Erzbischof Peter von Aspelt schuf. Diese Sandstein-Platte ist im hochgotischen Stil gestaltet und zeigt den Erzbischof bei der Krönung von drei Königen. Das Bild ist im Stile zeitgenössischer Buchmalerei aufgebaut. Mit der in Stein gemeißelten schlanken Umrahmung der Szene durch eine filigrane Borde ist das Werk des Meisters ein Beispiel für Übernahme von Architekturdekor aus dem Kirchenbau in die Kleinkunst der Gotik.  Eventuell wurde das Werk durch  gravierte Stein- und Metallgrabplatten der Epoche in Frankreich beeinflusst.
Mit im 19. Jahrhundert erneuerter Bemalung befindet sich die Grabplatte im Mainzer Dom. Durch ihre Gestaltung hat der Meister des Aspelt-Denkmals ähnliche Grabdenkmäler und vielleicht auch andere Flachreliefs im näheren und weiteren Umfeld von Mainz beeinflusst.